# Bellota modesta
Bellota modesta là một loài nhện trong họ Salticidae.
Loài này thuộc chi Bellota. Bellota modesta được Arthur Merton Chickering miêu tả năm 1946.